# Records 37
Pour plus de détails, voir Fiche technique et Distribution.
Records 37 est un film documentaire français de court métrage réalisé par Jacques Brunius et Jean Tarride, sorti en 1937. 
Ce film met en relief les progrès de la France dans le domaine industriel lors de la période du Front populaire. Commandé à Jacques B. Brunius à l'occasion de l'Exposition internationale des arts et techniques de Paris de 1937, il a été distribué tout d'abord en juillet 1937 au cinéma Normandie à Paris (en première partie d'un western) puis à partir de la mi-décembre 1937 dans une quinzaine de salles parisiennes avec La Grande Illusion.

## Fiche technique
- Titre : Records 37
- Réalisation : Jacques Brunius et Jean Tarride[2]
- Scénario : Jacques Bousquet et Jean Choux
- Commentaire : Robert Desnos, dit par Abel Jacquin
- Photographie : Éli Lotar
- Musique : Arthur Hoérée et Pierre Vellones (poèmes chantés de Paul Valéry)
- Montage : Jacques B. Brunius et René Nunes
- Production : Cinéfi
- Pays d'origine :  France
- Genre : Documentaire
- Durée : 28 minutes
- Date de sortie : 16 juillet 1937

## Distribution
- Mouloudji
- Georges Darnoux
- Madeleine Sologne

## Note
Le film a été restauré par les Archives françaises du film du CNC et est distribué par Les Films de l'Équinoxe, société de Yannick Bellon, nièce de Jacques Brunius. Il est distribué en DVD chez Doriane Films.